# Stewart, Kanada
Stewart är en ort i Kanada.   Den ligger i Regional District of Kitimat-Stikine och provinsen British Columbia, i den västra delen av landet, 3 900 km väster om huvudstaden Ottawa. Stewart ligger 5 meter över havet och antalet invånare är 496.
Terrängen runt Stewart är huvudsakligen mycket bergig. Stewart ligger nere i en dal. Trakten runt Stewart är nära nog obefolkad, med mindre än två invånare per kvadratkilometer..
I omgivningarna runt Stewart växer i huvudsak barrskog.